# Holland's Next Top Model, seizoen 6
Het zesde seizoen van Holland's Next Top Model (aangeduid als Holland's Next Top Model goes Europe), een Nederlands realityprogramma van RTL 5, startte op 26 augustus 2013.
Na vijf seizoenen van Holland's Next Top Model besloot RTL in 2011 te stoppen met de show. Twee jaar later werd toch besloten om weer terug te komen met de show, maar dan in een vernieuwde opzet. Zo werd er gesleuteld aan het format en werd het hele jurypanel vervangen. Jurylid Daphne Deckers werd vervangen door Anouk Smulders. Ook de overige juryleden vervangen, alleen Fred van Leer bleef.
Nieuw dit seizoen is dat het Model Mansion is afgeschaft en dat de modellen gedurende dit seizoen in verschillende hostels zitten. De modellen krijgen niet meteen de luxe die een model krijgt, maar door de wekelijkse challenges kunnen ze dit echter wel winnen.

## Modellen
(de leeftijden zijn van het moment van opname)
| Kandidaat                     | Leeftijd | Woonplaats                   | Resultaat                    |
| ----------------------------- | -------- | ---------------------------- | ---------------------------- |
| Cheyenne Naomi                | 18       | Rotterdam, Zuid-Holland      | Geëlimineerd in Aflevering 1 |
| Sharon Pieksma                | 18       | Rotterdam, Zuid-Holland      | Geëlimineerd in Aflevering 2 |
| Rosalie Boekholt              | 19       | Almere, Flevoland            | Geëlimineerd in Aflevering 3 |
| Milou Esmee van den Bosch     | 18       | Bergschenhoek, Zuid-Holland  | Geëlimineerd in Aflevering 4 |
| Demy Ben Yanes                | 17       | Amsterdam, Noord-Holland     | Geëlimineerd in Aflevering 4 |
| Soraya Schipper               | 23       | Vlaardingen, Zuid-Holland    | Geëlimineerd in Aflevering 5 |
| Lotte Keijser                 | 18       | Katwijk, Zuid-Holland        | Geëlimineerd in Aflevering 6 |
| Kelsey-Aimée "Kelsey" Hendrix | 18       | Lent, Gelderland             | Geëlimineerd in Aflevering 7 |
| Baldijntje Klip               | 20       | Streefkerk, Zuid-Holland     | Geëlimineerd in Aflevering 8 |
| Daelorian van der Kolk        | 16       | Amersfoort, Utrecht          | 4e                           |
| Bo Kossen                     | 18       | Schagen, Noord-Holland       | 3e                           |
| Anke Jabroer                  | 21       | Heerhugowaard, Noord-Holland | Runner-Up                    |
| Nikki Steigenga               | 18       | Rotterdam, Zuid-Holland      | Winnares                     |